# 东风-25中程弹道导弹
东风-25型导弹，代号DF-25，中华人民共和国研制的第二代战略导弹，是一种先进的中程地地战略导弹，它是在原东风-21中程弹道导弹基础上改进而成。
东风-25弹道导弹由2个推进器组成，是一种使用固体燃料推进剂并且机动运行发射的中程弹道导弹。2004-05年第二炮兵部队对外简单介绍了有关东风-25型弹道导弹情况。据称这种导弹可以提供2种打击模式，单弹头打击和多弹头分导打击模式。最大载荷搭载能力略超過2000公斤，最大射程2700公里。发射载车是一辆6X6轮式重型载重车辆，具有公路和简易道路通行能力。
东风-25弹道导弹是中国的第二代战略导弹之一，中国的第二代战略导弹包括东风-21/25/31/41及巨浪二型，这些导弹全部以机动发射，可带核弹头，准确而且存活系数高。